# Pellegrino Aretusi

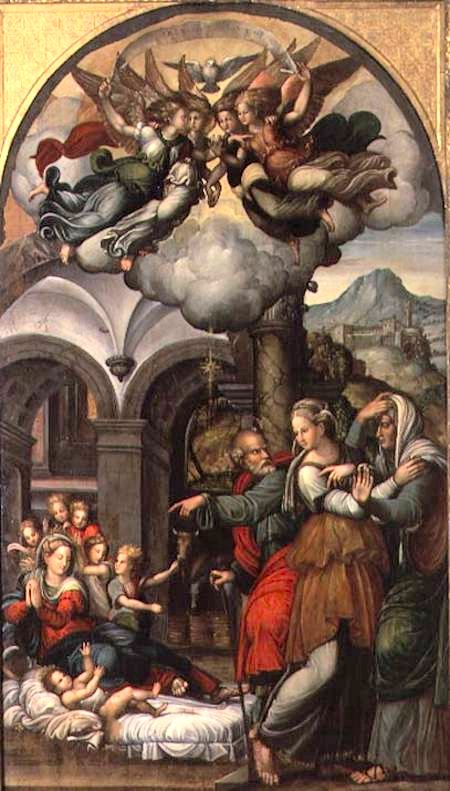
Natividad con dos parteras, Galería Estense, Modena.

Pellegrino Aretusi o Pellegrino Munari, también conocido como Pellegrino da Modena (Módena, c. 1460 - Roma, 20 de noviembre de 1523), fue un pintor italiano del Renacimiento.
Su primer aprendizaje lo recibió de manos de su padre, Giovanni Munari. Su actividad juvenil es prácticamente desconocida; solo queda de este período una Virgen entronizada con santos (1509) conservada en Modena. Hacia 1513, Pellegrino marchó a Roma como ayudante de Rafael en los trabajos de decoración de la basílica de San Pedro de la Ciudad del Vaticano, así como en las Logias vaticanas (1519). Suyas son las pinturas al fresco de las iglesias romanas de San Eustachio y de Nostra Signora del Sacro Cuore (en aquel tiempo llamada San Giacomo degli Spagnuoli), así como las decoraciones de la Cappella dei Vignaruoli en San Rocco (1515).
Murió de manera violenta en Roma, víctima de la venganza de la familia de un joven a quien su propio hijo había asesinado.